# Raoul Harscouët
Pour les articles homonymes, voir Harscouët.
Raoul-Octave-Marie-Jean Harscouët, né à Saint-Brieuc le 14 juin 1874 et mort le 18 octobre 1954 à Chartres, est un prélat français, évêque de Chartres de 1926 à 1954.

## Biographie
Originaire de Bretagne, fils de Raoul Casimir Harscouët et de Pauline Marie Meslé de Grandclos, cousin des Harscouët de Keravel et des Harscouët de Saint-George, Raoul Harscouët est ordonné prêtre dans le diocèse de Saint-Brieuc (1899-1921). Il devient vicaire général du diocèse d'Annecy (1921-1926) avant d'accéder au siège épiscopal de Chartres en juin 1926.
L’Académie française lui décerne le prix Juteau-Duvigneaux en 1934 pour son ouvrage Chartres.
Selon son désir, il est inhumé près des reliques de saint Gilduin de Dol dans l'église Saint-Pierre de Chartres.

Plaques apposées dans l'église Saint-Pierre de Chartres
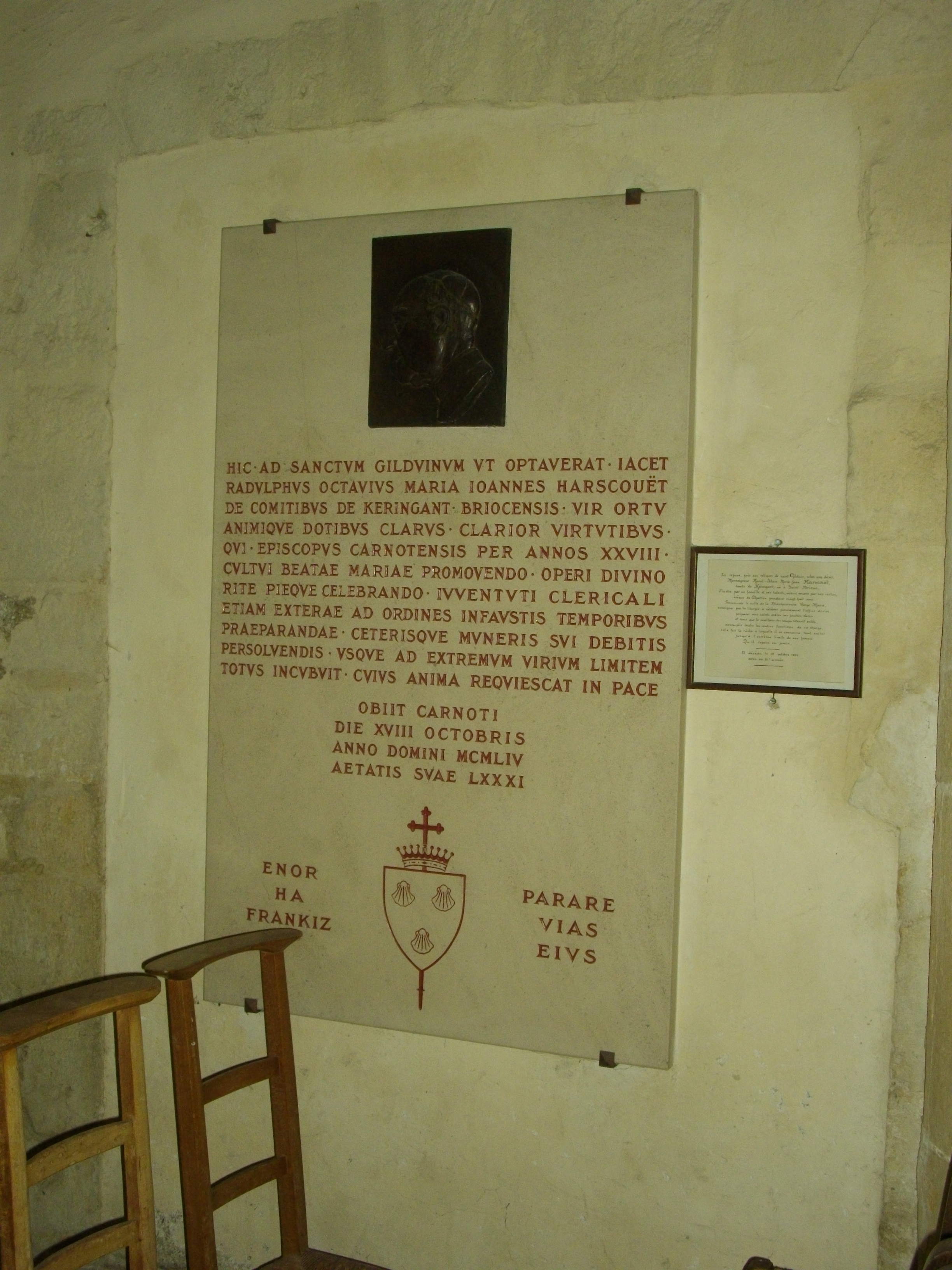
Plaque en latin.
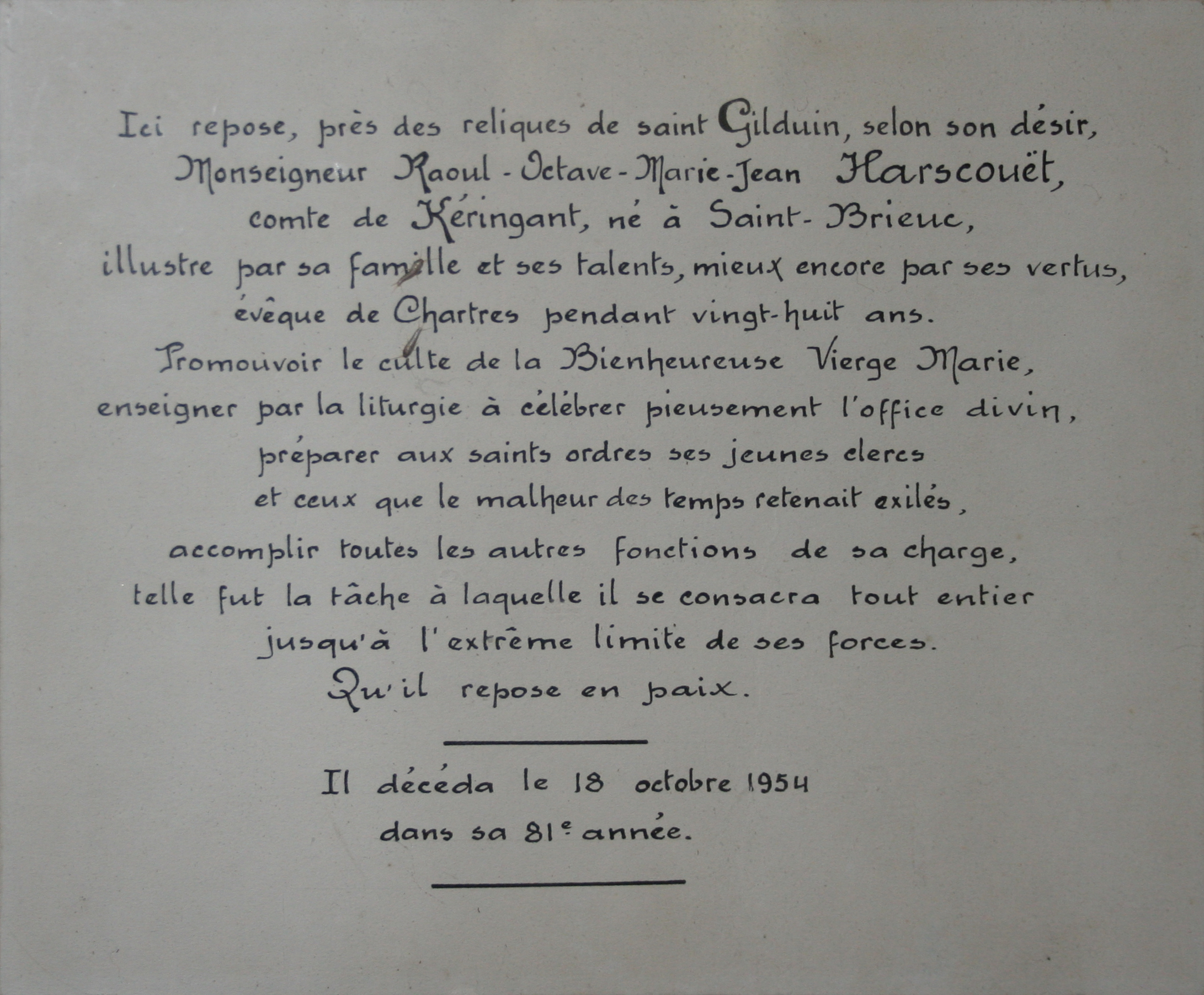
Traduction en français.